# قصاب‌مرغ سیاه
قصاب‌مرغ سیاه (نام علمی: Cracticus quoyi) نام یک گونه از سرده قصاب‌مرغ‌ها است.